# Rivière La Corne
Pour les articles homonymes, voir Corne.
La rivière La Corne est un affluent de la rivière Harricana, coulant dans la région administrative du Abitibi-Témiscamingue, au Québec, au Canada, soit dans la municipalité régionale de comté (MRC) de :
- Abitibi : municipalité de La Corne, canton La Corne ;
- La Vallée-de-l'Or : ville de Val-d'Or, canton Vassan.

La foresterie est l'activité principale de ce bassin versant. Les activités récréotouristiques arrivent en second.
La surface de la rivière La Corne est généralement gelée de la mi-décembre à la mi-avril.

## Géographie
Les bassins versants voisins de la rivière La Corne sont :
- côté nord : lac La Corne, rivière Landrienne, ruisseau Angers ;
- côté est : rivière Laine, rivière Vassan, rivière Fiedmont ;
- côté sud : rivière Harricana, rivière Laine, lac De Montigny ;
- côté ouest : lac Malartic, lac La Motte, rivière Harricana, rivière Baillairgé.

La source de la rivière La Corne est à 389 m d'altitude à l'embouchure du Lac La Corne. Ce lac est entouré de montagnes dont les sommets atteignent : 443 m à l'ouest ; 468 m à l'est ; et 482 m au sud-est. Cette source est située à :
- 9,9 km à l'est du lac La Motte lequel est traversé par la rivière Harricana ;
- 15,1 km à l'est de la confluence du lac Malartic avec le lac La Motte ;
- 17,0 km au nord-est de la confluence de la rivière Harricana avec le lac Malartic ;
- 47,5 km au sud-est du centre-ville de Senneterre ;
- 30 km au nord-ouest du centre-ville de Val-d'Or.

À partir de sa source, la rivière La Corne coule sur environ 22 km selon les segments suivants :
- 7,6 km vers le sud-ouest, jusqu'au Ruisseau des Prairies (venant du nord) ;
- 1,5 km vers le sud-ouest, jusqu'à un ruisseau (venant du nord-ouest) ;
- 3,5 km vers le sud-est en recueillant les eaux de cinq ruisseaux, jusqu'à un ruisseau (venant du nord-est) ;
- 4,9 km vers le sud en recueillant un ruisseau (venant du sud-est) et en serpentant jusqu'au chemin Béchard ;
- 2,3 km vers le sud-ouest en recueillant les eaux d'un ruisseau (venant du nord), jusqu'à la route 111 ;
- 1,3 km vers le sud-ouest, jusqu'à son embouchure[2].

La rivière La Corne se déverse sur la rive nord de la rivière Harricana à :
- 16,3 km au sud-est de la confluence du lac Malartic avec le lac La Motte ;
- 9,5 km au nord-ouest de la confluence de la rivière Milky avec la rivière Harricana ;
- 5,1 m à l'est de la décharge de la rivière Harricana sur la rive est du lac Malartic ;
- 21,2 km au nord-ouest du centre-ville de Val d'Or.

## Toponymie
L'expression La Corne constitue un patronyme de famille d'origine française.
Le toponyme rivière La Corne a été officialisé le 5 décembre 1968 à la Commission de toponymie du Québec, soit lors de sa fondation.